# Modo largo
En la arquitectura de computador AMD64 (x86-64), el modo largo (long mode) es el modo donde una aplicación o sistema operativo de 64 bits pueden acceder a las instrucciones y los registros de 64 bits del procesador. Se compone de dos submodos: el de 64-bits, donde debe ejecutarse al menos parte del sistema operativo y las aplicaciones de 64 bits, y el submodo de compatibilidad para programas de 32 bits que fueron escritos para modo protegido.
Un procesador x86-64 actúa de la misma manera que un procesador IA-32 cuando corre en modo real o modo protegido, que son sub-modos soportados cuando el procesador no está en el modo largo.
Un bit en el campo de los atributos extendidos del CPUID informa a programas en los modos real o protegido, si el procesador puede ir a modo largo, lo que permite que el programa detecte un procesador x86-64. Esto es similar al bit de atributos del CPUID que los procesadores Intel IA-64 usan para permitir que los programas detecten que están funcionando bajo emulación IA-32.